# Murkova nagrada
Murkovo nagrado podeljuje Slovensko etnološko društvo za znanstvene in strokovne dosežke na področju etnologije na Slovenskem.

## Zgodovina Murkove nagrade
V počastitev 125-letnice rojstva Matije Murka (1861–1952) je Slovensko etnološko društvo kot najvišje priznanje za vrhunske strokovne dosežke na področju etnologije na Slovenskem leta 1986 uvedlo podeljevanje Murkovega priznanja, leta 1994 pa še Murkove listine.
Murkova nagrada (prej priznanje) se podeljuje od leta 1999 za izjemne etnološke znanstvene in raziskovalne dosežke posameznikov, skupin ali ustanov ter za življenjsko delo posameznikov. Murkovo priznanje (prej listina) se podeljuje od leta 1999 za znanstvene in strokovne dosežke na področju etnološke vede na Slovenskem (ali o Sloveniji) v preteklem letu. Murkova listina se podeljuje od leta 2003 za kontinuirane dejavnosti, večletna prizadevanja ali enkratne dosežke, ki bogatijo, ohranjajo in popularizirajo etnološko znanje.
Murkovo nagrado, priznanje in listino podeljuje Slovensko etnološko društvo posameznikom in ustanovam, ki s svojim delom prispevajo k uveljavljanju slovenskih etnoloških spoznanj in spoznanj tujih etnologij o Sloveniji. Zato Murkovo nagrado in priznanje lahko prejmejo domači in tuji strokovnjaki s področja etnologije, Murkovo listino pa domači in tuji posamezniki, ki na tem področju delujejo ljubiteljsko, oz. posamezne strokovne in ljubiteljske ustanove in društva, ki pomembno bogatijo etnološko znanje, ga ohranjajo in popularizirajo. Vsako leto se podeli ena Murkova nagrada, eno ali več Murkovih priznanj in ena ali več Murkovih listin.

## Murkova nagrada
Prejemniki
- 1999 Helena Ložar-Podlogar
- 2000 Marija Stanonik
- 2001 Ingrid Slavec Gradišnik
- 2003 Janez Bogataj
- 2004 Naško Križnar
- 2005 Inja Smerdel
- 2006 Mojca Ravnik
- 2007 Damjan J. Ovsec
- 2008 Vito Hazler
- 2009 Marija Kozar-Mukič
- 2010 Marko Terseglav
- 2011 Janez Dolenc
- 2012 F(r)anči Šarf
- 2013 Zmago Šmitek
- 2014 Ivanka Počkar
- 2015 Božidar Jezernik
- 2016 Inga Miklavčič Brezigar
- 2017 Jana Mlakar Adamič
- 2018 Maja Godina Golija
- 2019 Ivica Križ
- 2020 Marija (Marjanca) Klobčar
- 2021 Irena Rožman Pišek
- 2022 Marija Mojca Terčelj
- 2023 Monika Kropej Telban
- 2024 Tatjana Dolžan Eržen

## Murkovo priznanje
Prejemniki
- 1988 Vilko Novak, Niko Kuret
- 1989 Angelos Baš, Marija Makarovič, Zmaga Kumer, Pomorski muzej »Sergej Mašera« Piran
- 1991 Milko Matičetov, Milan Dolenc, F(r)anči Šarf
- 1993 Pavle Zablatnik, Anka Novak, Karla Oder, Vito Hazler, Aleš in Stanka Gačnik
- 1994 Tone Cevc
- 1995 Slavko Kremenšek
- 1996 Mirko Ramovš
- 1997 Ivan Sedej
- 1998 Gorazd Makarovič
- Murkova priznanja po novem:
- 1999 Božidar Jezernik, Marjanca Klobčar
- 2000 Mojca Šifrer - Bulovec, Tanja Roženbergar Šega, Vito Hazler
- 2001 Martina Repinc
- 2002 Andrej Dular
- 2003 Irena Destovnik
- 2004 Brigita Rajšter
- 2005 Zmago Šmitek
- 2008 Igor Cvetko
- 2009 Jerneja Ferlež
- 2010 Slovenski etnografski muzej, Jana Mlakar Adamič
- 2011 Marjetka Balkovec Debevec
- 2012 Alenka Černelič Krošelj, Martina Piko-Rustia, Tita Porenta, Miran Puconja, Ivanka Počkar, Špela Pahor
- 2013 Ivica Križ, Daša Koprivec, Muzej Ribnica
- 2014 Polona Sketelj
- 2015 Inštitut za slovensko kulturo iz Špetra (Italija)
- 2016 Karla Kofol
- 2017 Božidar Premrl
- 2018 Jernej Mlekuž
- 2019 Bojan Knific
- 2020 ni bilo podeljeno
- 2021 Katja Hrobat Virloget za knjigo V tišini spomina: "Eksodus" in Istra
- 2022 Ana Vrtovec Beno (za sodelovanje pri revitalizaciji Salona Ozbič v Postojni) — projektna skupina, ki jo sestavljajo Srečko Ocvirk, Mojca Sešlar in Lidija Udovč z Občine Sevnica — Božena Hostnik iz celjske območne enote Zavoda za varstvo kulturne dediščine — Stanka Glogovič, Aleš Vene in Nives Slemenšek iz Posavskega muzeja Brežice (za revitalizacijo brivsko-frizerskega salona Kreutz v Sevnici)
- 2023 ni bilo podeljeno
- 2024 Barbara Ivančič Kutin

## Murkova listina
Prejemniki
- 1994 Ada Bar Janša
- 1995 Zvezdana Koželj, Majda Fister, Inja Smerdel
- 1996 Meta Sterle, Franc Žerdoner, Turistično društvo Kolovrat, Branko Žnidarčič
- 1997 Irena Keršič, Iva Stiplovšek
- 1998 Janja Žagar
- 2004 Vaško turistično etnološko društvo Hrovača
- 2005 Vesna Guštin Grilanc
- 2006 Etnografsko društvo Orači iz Okiča
- 2007 Kulturno društvo Baška dediščina iz Stržišč pod Črno prstjo
- 2008 Zavod Lončarska vas Filovci
- 2009 Društvo za ohranjanje kulturne dediščine aleksandrink iz Prvačine
- 2010 Etnološko društvo Srečno, Zabukovica – Liboje in Jože Hribar, Turistično društvo Lokovec
- 2011 Matija Murko - vnuk Matije Murka, Primož Hieng
- 2012 Sekcija Ohranimo Robidišče pri Kulturnem društvu Stol, Družina Mazora, Miro Slana, Marko Smole in družina Smole, Stanko Košir iz Gozda Martuljka, Dom, kulturno verski list iz Čedada, Novi Matajur, tednik Slovencev Videmske pokrajine iz Čedada
- 2013 Center DUO Veržej
- 2014 Milan Vogel
- 2015 Janez Medvešek, Sekcija za turizem Kulturnega društva Bilje
- 2016 Matevž Oman, družina Kaker
- 2017 Kulturno društvo Kapele pri Brežicah in Nužej Tolmajer
- 2018 Anica in Zvone Petje (Časarjev mlin)
- 2019 Danijel Cvetko s Kulturnim, etnološkim in turističnim društvom Josipdol in Iztok Ilich
- 2020 Matjaž Brojan za ohranjanje tradicije slamnikarstva na Domžalskem in Mengeškem ter za izdajo dveh pomembnih monografij in Društvo Pevska skupina Cintare za ohranjanje slovenskega ljudskega petja in njegovo revitalizacijo.
- 2021 Marta Repanšek in Alojzij Repanšek za delo na področju zbiranja in ohranjanja kulturne dediščine v lokalnem okolju; Društvo rokodelcev - Rokodelski center Moravče
- 2022 Anuša Babuder za dosežke in širše študentsko udejstvovanje na oddelku za etnologijo in kulturno antropologijo Filozofske fakultete Univerze v Ljubljani
- 2023 Marko Kumer iz Medobčinskega muzeja Kamnik za obsežno strokovno delo na področju dokumentiranja, zbiranja in predstavljanja industrijske dediščine, Zora Slivnik Pavlin za predano in organizacijsko delo v Slovenskem etnološkem društvu ter Ivanka Skubic in Janez Skubic iz Lanišča pri Škofljici za oživljanje, ohranjanje in javno prikazovanje pridelave ter predelave lanu